# Acanthogonatus brunneus
Acanthogonatus brunneus là một loài nhện trong họ Nemesiidae.
Acanthogonatus brunneus được miêu tả năm 1849 bởi Nicolet.